# Memecylon tenuipes
Memecylon tenuipes är en tvåhjärtbladig växtart som beskrevs av Elmer Drew Merrill. Memecylon tenuipes ingår i släktet Memecylon och familjen Melastomataceae. Inga underarter finns listade i Catalogue of Life.